# Галстян, Марине
Марине Галстян (арм. Մարինե Գալստյան, итал. Marine Galstyan; род. 14 июня 1980) — итальянская актриса армянского происхождения.
В качестве приглашенной актрисы снялась в нескольких телесериалах и художественных фильмах.

## Биография
Родилась 14 июня 1980 года в Ереване в армянской семье.
Училась на факультете театрального искусства в Ереванском государственном институте театра и кино, который окончила в 1999 году, получив специальность режиссёра.
С 2000 по 2003 год вела телепрограмму «Парнас» на телеканале Армения 1. В 2002 году окончила в Ереване Муниципальный танцевальный центр и в 2003 году переехала в Италию. Сразу присоединилась к актёрскому составу фильма «Bella», а в следующем году, в 2004 году, снялась в фильме «T’amo e t’amrò» Артура Варданяна.
С 2003 по 2006 год Марине снова училась в Ереванском государственном институте театра и кино, который окончила по специальности актриса театра и кино. Вернувшись в Италию, преподавала аргентинское танго и фламенко в некоторых итальянских танцевальных школах. В 2012 году она основала Итало-армянскую культурную ассоциацию и театральную компанию InControVerso.
В 2008 году она снялась в главной роли в фильме «Amati Malik» Эмануэля Турбанти, в 2013 году — в «Miradas» Лоренцо Риджини и в 2016 году — в «In the Same Garden» Али Асгари. Участвовала в независимых постановках и других известных фильмах.
Марине Галстян также известна и в театральном мире как актриса, хореограф и режиссёр. Она говорит на английском, армянском, итальянском и русском языках. Замужем за своим коллегой и соотечественником — Саргисом Галстяном, с которым живут в Риме.